# 反革命容疑者法
反革命容疑者法（はんかくめいようぎしゃほう、仏: Loi des suspects）はフランス革命期、1793年9月17日に制定された政令(デクレ)。一部の歴史家はこれをフランスの恐怖政治の始まりと考えており、国家を席巻した「革命的なパラノイア」につながる個々の自由の重大な弱点がこの反革命容疑者法によって露呈したと主張している。
反革命容疑者法は自ら革命の敵であると認めた、またはその疑いのあるすべての人々の逮捕を命じ、特に非従順的な元貴族、亡命者、免職または停職処分を受けた公務員、官職につきながら反逆罪の疑いのある者、および生活に必要な物資を買い占め、退蔵している者を対象とした。
反革命容疑者法は翌年に拡大され、より厳しいものとなった。この政令の適用と逮捕は、司法当局ではなく監督委員会に委ねられた。この政令はまた、容疑者が自ら無実を証明しなければならないという原理を導入したが、これは後にプレリアール22日法（1794年6月10日成立）によって拡大された。
反革命容疑者法は恐怖政治の影響によって1794年7月まで存続し、その後廃止された。

## 歴史
反革命容疑者法は「法」(ロワ  loi)の名を冠しているものの、実際には法律(ロワ loi)ではなく、議会による行政命令であり、法律の下位に位置づけられる政令(デクレ   decret)であって、フィリップ＝アントワーヌ・メルラン・ド・ドゥーエ とジャン＝ジャック・レジ・ド・カンバセレスの提案により、フランス第一共和制下の国民公会で承認された。これは革命裁判所の創設を定めた1793年3月10日の法律を補完するものであるが、同法では容疑者の定義ははるかに狭いものであった。
反革命容疑者法が制定される以前には、1791年11月17日の勅令によって、革命に対して執拗に反対し、「手に負えない坊主ども」（仏：clergé réfractaire）と呼ばれていたカトリックの聖職者が王党派の疑いある者とされていた。1792年8月10日、ルイ16世の立憲王政が倒れると、彼らは革命を支持する急進的なサン・キュロットによって追放、投獄され、時には殺害された。
「反革命容疑者」という語は俗語としては1793年までには存在していたが、これを定義する共通認識は存在しなかった。パリの急進的な地区は疑わしい人々の逮捕を要求していたが、国民公会は決定的な行動をとらなかった。1793年3月23日に国民公会は反革命が疑われた人々に対して武装解除を命じ、6月2日には貴族的で悪質な市民であると疑われる者は逮捕されるべきであるという判断を示した。
反革命容疑者法は、9月5日にパリの各地区のサン・キュロットが国民公会に押しかけた後、ついに審議の対象となった。その目的は、どのような者が逮捕され、裁判にかけられるべきかを広く定義することだったが、それはまた、国民公会にその定義を採択することを強制するものであった。
1793年3月21日の法律によって設立された公安委員会は反革命容疑者を逮捕し、処罰する権限を与えられていた。公安委員会は容疑者のリストを作成し、逮捕状を発行する責任があった。市民は、善良な市民であることを証明する良民証を携帯する必要があった。
「自由のために何も行動しない人々は、自由に対して害を与えている」という容疑者についての有名な定義は、1793年10月11日にパリ自治市会によって書かれた格言の一部であったが、しばしば誤ってこの反革命容疑者法の文言とされている。

## 反革命容疑者法の本文

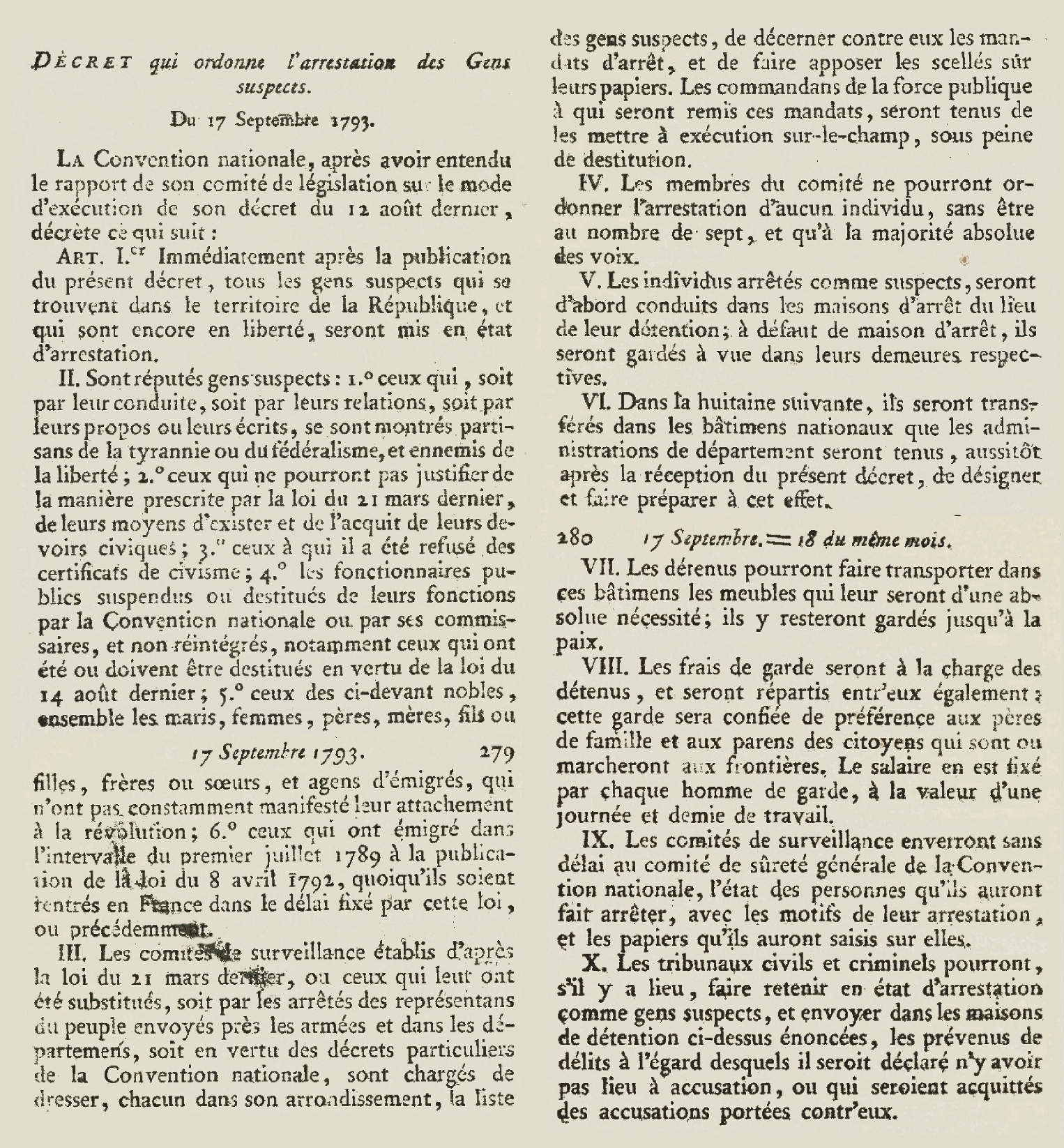
1793年9月17日に「反革命容疑者の逮捕」を命じるフランス国民公会によって発行された政令の本文。

## 被害者の推定数
- ドナルド・グリーア：歴史的記録の研究に基づき、恐怖政治の下で50万人の容疑者が告発され、そのうち法的手続きを経て処刑された16,594人と、他に内戦が起こった地域で処刑された者を含む3万5千〜4万人が死亡した[13]。
- アルベール・マチエ：30万人の犠牲者。パリでは当初6千人で、テルミドールのクーデターの前夜には8千人以上となっていた。
- ルイ・ジャコブ：7万人の容疑者[14]。
- ジャン・テュラール：50万人が投獄され、30万人が自宅に軟禁された[3]。
- シカゴ大学のブリタニカ百科事典：20万人以上、彼らの大多数は裁判を受ける前に病の蔓延する監獄で衰弱し、そのうち1万人以上が獄死したことに注意すべきである。この他に1万７千人が軍事委員会と革命裁判所によって死刑判決を受けた[15]。
- ジャン=ルイ・マサラン：「勾留された容疑者についてのいかなる全体的な数字も、単なる推測にすぎない」ことを考慮して、1792年8月から共和国二年テルミドール(1794年7月)にかけて、「勾留された容疑者の釈放は途切れることなく行われていた」とし、逮捕者は特に多くはなく、逮捕された容疑者は迅速に釈放され、または勾留は短期間であったと主張している[16]。

## 廃止
1794年7月の「恐怖政治」の終結は、反革命容疑者法の実質的な廃止を意味した。革命監視委員会は、地区の革命委員会による監督を受けてなお抑圧の実際的な行使を担当していたが、反革命容疑者法は1795年11月の総裁政府の成立の直前、1795年10月に正式に廃止された。